# Millepora tuberosa
Millepora tuberosa là một loài san hô trong họ Milleporidae. Loài này được Boschma mô tả khoa học năm 1966.